# Jigme Khesar Namgyel Wangchuck
Jigme Khesar Namgyel Wangchuck (Thimphu, 21. veljače 1980.) sadašnji je, peti kralj Butana. U vrijeme krunidbe 2008. godine bio je najmlađi poglavar države na svijetu.
Sin je Jigmea Singyea Wangchucka i njegove treće žene Tshering Yangdon. Osnovno školovanje odradio je u Butanu, a poslije se školovao po SAD-u i Ujedinjenom Kraljevstvu, dok nije diplomirao politologiju na Oxfordu. Postao je kralj 14. prosinca 2006. godine kada je njegov otac službeno abdicirao.

## Vanjske poveznice
|  | Zajednički poslužitelj ima stranicu o temi Jigme Khesar Namgyel Wangchuck |
|  | Wikizvor ima izvorni tekst Jigme Khesar Namgyel Wangchuck                 |

- Facebook profil
- Butanska kraljevska obitelj (engleski)
- Povijest butanske kraljevske obitelji (engleski)
- Tim Fischer: Wise heads prevail in capital of happiness
- Bhutan 2008 Coronation of the Fifth King (Official Website)
- BBC, In pictures: Bhutan coronation
- Bhutan crowns a new King (gallery)
- Of Rainbows and Clouds: The Life of Yab Ugyen Dorji As Told to His Daughter